# گروه تسندرلو

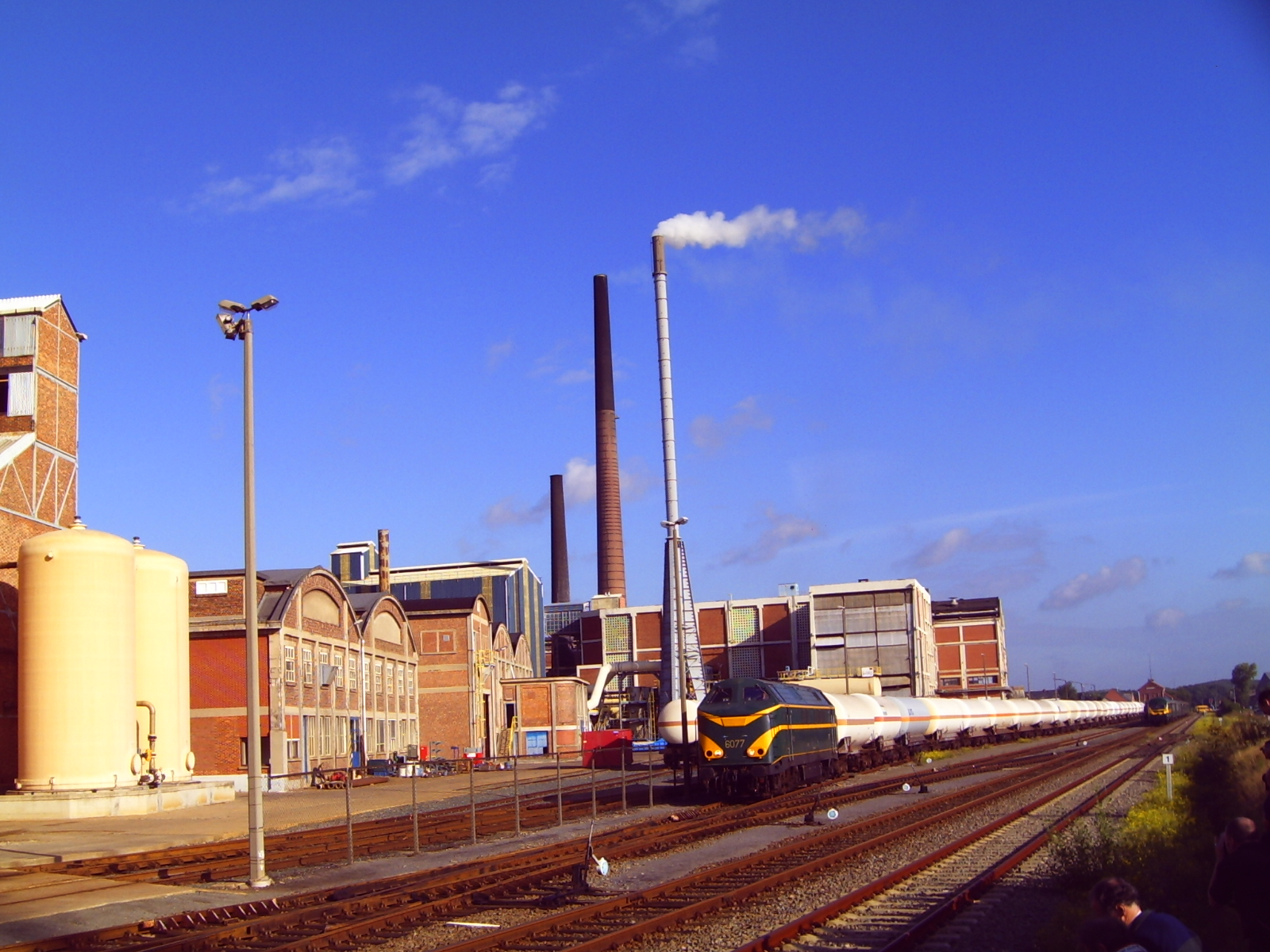
نمایی از کارخانهٔ محصولات شیمیایی «گروه تسندرلو» و محوطهٔ راه‌آهن - ۲۰۰۶

گروه تسندرلو یک شرکت تخصصی شناخته شده در سراسر جهان است که فعالیت‌های آن در زمینه مواد غذایی، کشاورزی، مدیریت آب و استفاده بهینه و استفاده مجدد از منابع طبیعی متمرکز شده‌است. این گروه با بهره جستن از ۴۹۰۰ نفر نیروی انسانی و بیش از ۱۰۰ شعبه در ۲۱ کشور جهان توانسته در اکثر بازارهای جهان پیشرو در ارائه خدمات باشد.

## معرفی شرکت
زمینه تخصص گروه تسندرلو شامل سه بخش:
- کشاورزی - فعال در تولید و بازاریابی مواد مغذی مورد نیاز گیاه (از قبیل کودهای مایع و سولفات پتاس) و محصولات گیاه پزشکی[۲]
- بازیافت محصولات زیستی- بکار گرفتن تخصص گروه تسندرلو در جهت فرآوری محصولات جانبی حیوانات شامل گروه‌های تخصصی Akiolis (بازیات، تولید و فروش پروتئین و چربی) Gelatins (تولید و فروش ژلاتین).[۳][۴]
- تجهیزات صنعتی– که شامل عرضه محصولات و تجهیزات به بازارهای صنعتی، از قبیل تولید و فروش سیستم لوله‌های پلاستیکی، مواد شیمیایی تصفیه آب و ارائه خدمات برای تصفیه و بازیافت پسابهای نفتی و صنعتی و سایر فعالیت‌های صنعتی از قبیل فروش تجهیزات جانبی معدن و صنعت.[۵]

واحد تجاری سولفات پتاسیم گروه تسندرلو، طیف وسیعی از کودهای سولفات پتاس (SOP) را تولید کرده و به فروش می‌رساند. با بیش از ۹۰ سال تجربه در تولید SOP این واحد سومین تولیدکننده بزرگ SOP در دنیا محسوب می‌شود.
| گروه تسندرلو  |                             |
| ------------- | --------------------------- |
| نوع           | مواد شیمیایی و صنعتی        |
| سال تأسیس     | ۱۹۱۹                        |
| دفتر مرکزی    | بروکسل- بلژیک               |
| محدوده فعالیت | جهانی                       |
| محصولات       | کشاورزی - زیست‌محیطی و صنعتی |
| مجموع دارایی  | ۱۵۹۰ میلیارد یورو           |
| تعداد کارکنان | ۴۹۰۰ نفر                    |
| وب سایت       | http://www.tessenderlo.com  |